# Héctor Romero Henríquez
Héctor Federico Romero Henríquez (Santo Domingo, 3 de junio de 1988) es un periodista, documentalista, publicista, empresario y director de medios de República Dominicana.

## Biografía
Nació en Santo Domingo. Realizó sus estudios primarios en los colegios Dominico Español y Salvador Sturla.Estudió teatro y música en la Escuela Elemental de Música Elila Mena, donde aprendió piano clásico.

### Familia
Es hijo del economista Héctor Romero Ramos, catedrático de la Universidad Autónoma de Santo Domingo (UASD),y de la ingeniería civil y artista Ana María Henríquez, directora de la galería de arte Abad Gallery.
Sus hermanos son los fiscales Héctor Manuel Romero Pérez y Héctor Salvador Romero, además Héctor Amaurys Romero, la doctora en medicina Pamela Romero y Tania Romero.

### Formación
Cursó estudios superiores en Periodismo, y obtuvo la licenciatura en Diplomacia y Servicio Internacionales en la Universidad Católica Santo Domingo.Además, se formó en Música Popular y Folclórica, especializándose en batería, en el Conservatorio Nacional de Música.
Complementó su formación profesional con una maestría en Comunicación Corporativa y Marketing Digital en la Universidad Internacional Menéndez Pelayo de España en colaboración con la Escuela de Negocios Next Educación.Estudió producción de cine documental en la Escuela Internacional y Televisión de San Antonio de los Baños en Cuba. Estudió Posproducción en Cyber Park Film School y Montaje de audiovisual en SDQ Training Center.

### Actividad profesional
En 2004, Héctor Romero, junto a Miguel Ángel Mejía, Octavio Rodríguez y Elvin Rodríguez, fundó la agrupación Grado Celsius, donde ejecutaba la percusión menor. La banda obtuvo el segundo lugar en la primera edición del Festival Messenger Mag Music. Con esta banda musical grabó canciones como “Cada Vez” y “Solo Eso”, esta última junto al cantautor Marel Alemany.
En 2005, Héctor fundó la empresa dParranda Group, un proyecto que incluye el portal de entretenimiento dParranda.net, la revista dParranda Mag, el programa de radio dParranda Radio Show y la productora de eventos dParranda Productions. En el año 2010, Héctor Romero, a través de su empresa Dparranda, creó y produjo el espectáculo pro fondo Una Canción por Haití, tras el terremoto ocurrido ese mismo año. En el evento, en el que participaron artistas como Marel Alemany, Pavel Núñez, Frank Ceara, Ilegales, Diomedes Núñez Guzmán, Maridalia Hernández, Tes-A-T, Toque Profundo, Bocatabú, Grados Celsius, entre otros, y se recaudaron fondos para los afectados por el desastre natural.
El programa de radio dParranda Radio Show, que produjo y condujo desde 2011 hasta 2021, se transmitió por Súper Q 100.9 FM y Dominicana FM.
En el 2011 realizó un concierto con el cantautor mexicano Aleks Syntek en el Hard Rock Café de Santo Domingo.

#### Producciones audiovisuales
En Cuba estrenó en el año 2016 el documental Wi-Fi a la cubana, sobre la apertura del internet en ese país caribeño. 
Otras producciones de Héctor Romero son Pinceles de poesía (2018), un documental corto que cuenta con la producción de Mision Films y Animatox,Historia de la Iglesia Evangélica Dominicana (2016), realizado junto a Francis Cruz, y Ruta 81 (2021)
Además, ha producido videos musicales para distintos artistas dominicanos como El Alfa, Mozart La Para, Mark B, Manny Cruz, Héctor Acosta, entre otros. También ha dirigido videos musicales como “La Tipa”, de los exponentes urbanos El Lápiz Consciente y Fortuna la Súper F.También realizó al productor Freddy Vargas para contar la vida del cantante urbano Vakeró.

#### Periodismo y comunicación
En octubre de 2020 fue nombrado como subdirector de Comunicaciones de la Refinería Dominicana de Petróleo (Refidomsa).
Además, ha liderado estrategias de comunicación para empresas como Sony Music, Save the Children, Alofoke Media Group, Cemex Dominicana, Grupo López, Children International, y organismos públicos como el Ministerio de Salud Pública y Ministerio de Interior y Policía de la República Dominicana.

En 2021 denunció, a través del programa dParranda Radio Show, que la Universidad Nacional Pedro Henríquez Ureña mantenía dentro de su personal a profesores de la carrera de música que no poseen ningún tipo de licenciatura, violentando las reglamentaciones de la educación superior del país.
En 23 de junio de 2021, Héctor Romero creó el portal de noticias De Último Minuto, junto a Santiago Matías (Alofoke). Actualmente es el director del medio.
En 2022, Romero y Matías lanzaron De Último Minuto TV, un espacio para programas televisivos, radio y pódcast, y abrieron sus oficinas en Ensanche Julieta, Distrito Nacional, República Dominicana. La alcaldesa Carolina Mejía participó del acto de inauguración.
Además de la dirección del multimedio, Romero conduce su ciclo de entrevistas “Entre luces y sombras”.
En junio de 2025, Romero anunció en Nueva York el lanzamiento de “De Último Minuto News” (DUM News), la versión en inglés del periódico que dirige.

## Premios y distinciones
- En 2016, ganó el Premio Nacional a la Crónica Social en la categoría "Plataforma Digital".[39]
- En 2024, la Asociación Dominicana de Cronistas Sociales lo reconoció como Pionero en la Crónica Social.[39]
- En 2024, recibió el Premio Nacional de Periodismo Digital dado a DeUltimoMinuto.net como Mejor Periódico Nativo Digital.[40]